# 非洲独立党—革新

非洲独立党—革新标志

非洲独立党（法語：Parti Africain de l'Indépendance）是塞内加尔的一个社会主义政党，由马杰穆德·迪奥普领导。
1972年，在塞内加尔的非洲独立党的代表大会上，前总书记马杰穆德·迪奥普被驱逐。1976年，在政府方面接近的背景下，迪奥普被允许从流亡中返回。他迅速聚集了支持者，并组成了“争取非洲独立党革新临时委员会”。他的助手包括巴巴·恩迪亚耶和巴拉·古迪亚比。这个团体开始有效地作为一个独立的政党运作，称为“非洲独立党”，一般被称为“非洲独立党—革新”，以区别于原来的非洲独立党（被称为“非洲独立党—塞内加尔”）。
为了结束一党制，塞内加尔国民议会于1975年7月9日通过一项法律，实行三党制。该法律规定，国家政治生活中将代表三种不同的意识形态倾向：自由主义、社会主义和马克思列宁主义。执政党塞内加尔社会党被指定为“社会主义政党”，主要反对党塞内加尔民主党得以合法化并被指定为“自由主义政党”。1976年8月14日，非洲独立党—革新以“非洲独立党”的名称注册为合法政党，并被认可为三党制中合法的“马克思列宁主义政党”。1981年在三党制废除后，“非洲独立党—塞内加尔”注册为独立和劳动党。
在1978年的选举中，该党获得3734张选票（得票率0.3%），名列第三。
1979年，民主联盟/争取劳动党运动穆萨·卡恩派并入该党。
该党出版报纸《蒙萨雷夫》。